# Hilaroleopsis coloratus
Hilaroleopsis coloratus là một loài bọ cánh cứng trong họ Cerambycidae.